# Felix Gasbarra
Felix Gasbarra (* 7. Dezember 1895 in Rom; † 11. November 1985 in Bozen) war ein deutsch-italienischer Schriftsteller, Dramaturg und Übersetzer.

## Leben und Wirken

### Schriftsteller und Dramaturg in Berlin
Felix Gasbarra wurde 1895 in Rom geboren. Sein Vater war ein aus Kalabrien stammender Berufspolitiker, seine Mutter eine Sopranistin aus Bremen. Da Gasbarras Vater den Jungen nicht anerkannte, wuchs der Sohn zunächst bei einer Amme auf. Seine Mutter kehrte nach Berlin zurück, als Felix Gasbarra zwei Jahre alt war.

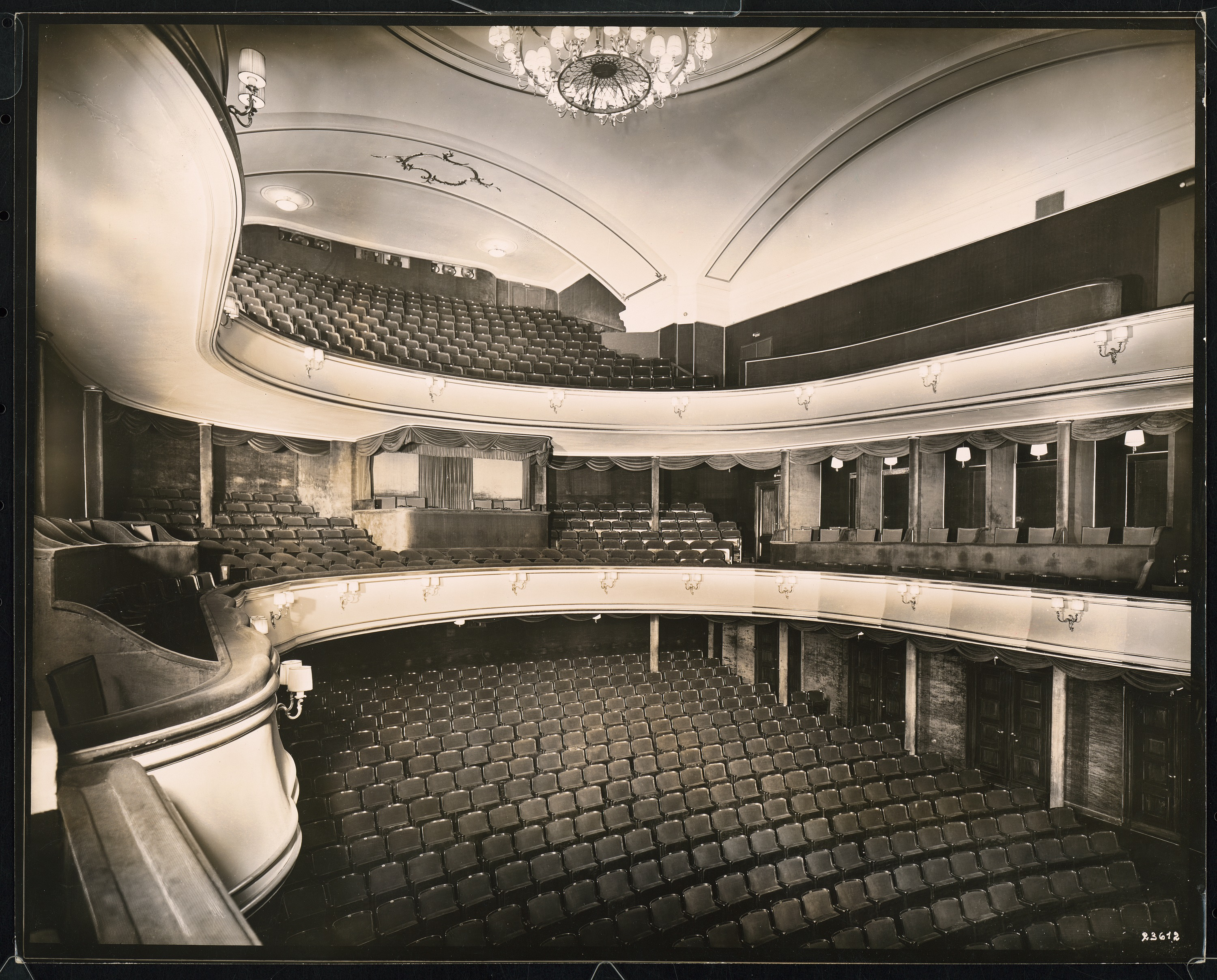
Zuschauerraum des Berliner Theaters am Nollendorfplatz

1921 trat Gasbarra der Kommunistischen Partei Deutschlands bei und schrieb für deren satirische Zeitschrift und Agitationsblätter Der Knüppel, die von John Heartfield gestaltet wurden, sowie verschiedene kommunistische Tageszeitungen. Er heiratete die Malerin und Bühnenbildnerin Doris Homann (1898–1974), mit der er die Töchter Livia (1926–2019) und Claudia (1932-2025) hatte. In der Zwischenkriegszeit arbeitete Gasbarra in Berlin eng mit dem Theaterregisseur Erwin Piscator zusammen. Als Dramaturg der Piscator-Bühne bearbeitete er Theaterstücke, nahm gemeinsam mit Bertolt Brecht Romanadaptionen vor und verfasste Songtexte (Kurt Weill vertonte Gasbarras Die Muschel von Margate / Petroleum Song für Leo Lanias Wirtschaftskomödie Konjunktur). Gasbarra dokumentierte die Kooperation mit Piscator 1929 in dem gemeinsamen Band Das politische Theater, der in 16 Sprachen übersetzt wurde. Zu Beginn der 1930er Jahre wandte er sich mit einem „kultur- und sozialpolitischen Zugang“ erfolgreich der neuen Literaturform Hörspiel zu (Der Marsch zum Salzmeer; Fahnen am Matterhorn, beide 1931).

### Aufenthalte in der Sowjetunion, Schlesien und der Schweiz
Gasbarra erinnerte sich später an eine Reise in die Sowjetunion im Sommer 1932, bei der er sich von den wirklichen Verhältnissen habe überzeugen können, „vor allem von der Diskrepanz zwischen Propaganda und Realität“. Die Reise habe zu Zweifeln an seiner kommunistischen Überzeugung geführt. Nach der „Machtergreifung“ der NSDAP zog sich Doris Homann mit den beiden Töchtern 1933 ins niederschlesische Schreiberhau zurück. Auf Vermittlung Piscators hin ging Gasbarra im Juli 1934 nach Zürich. Unter Intendant Ferdinand Rieser war er als Dramaturg am Schauspielhaus Zürich tätig, hielt sich aber vereinzelt noch in Deutschland auf. Piscator verband mit Gasbarras Tätigkeit am Zürcher Schauspiel die vage Absicht, nach einem erhofften Scheitern des NS-Staats gemeinsam mit Gasbarra nach Berlin zurückkehren zu können.

### Übersiedlung nach Italien und politische Kehrtwende
Im April 1935 siedelte Gasbarra in seine Geburtsstadt Rom über und lebte zunächst in der Altstadt, nachdem seine Familie aus Schlesien nachgekommen war ab 1937 dann im Quartier Parioli. Er war zwischenzeitlich dem Partito Nazionale Fascista beigetreten und arbeitete für die Deutsche Stunde des italienischen Rundfunks (EAIR). Beim Rundfunk lernte er den amerikanischen Dichter Ezra Pound kennen, der seinerzeit den italienischen Faschismus unterstützte. Unter den Texten, die Gasbarra in den 1930er und frühen 1940er Jahren ins Deutsche übersetzte, befinden sich Werke des stellvertretenden Sekretärs der Faschistischen Partei Arturo Marpicati, des faschistischen Außenministers Italiens Galeazzo Ciano sowie Vittorio Mussolinis, eines der Söhne Benito Mussolinis. Der von Gasbarra übersetzte Band Wesen, Wollen, Wirken des Faschismus von Vincenzo Meletti (Berlin 1935) enthält ein Vorwort Adolf Hitlers.

### Nachrichtenoffizier, Journalist und Burgherr in Bozen

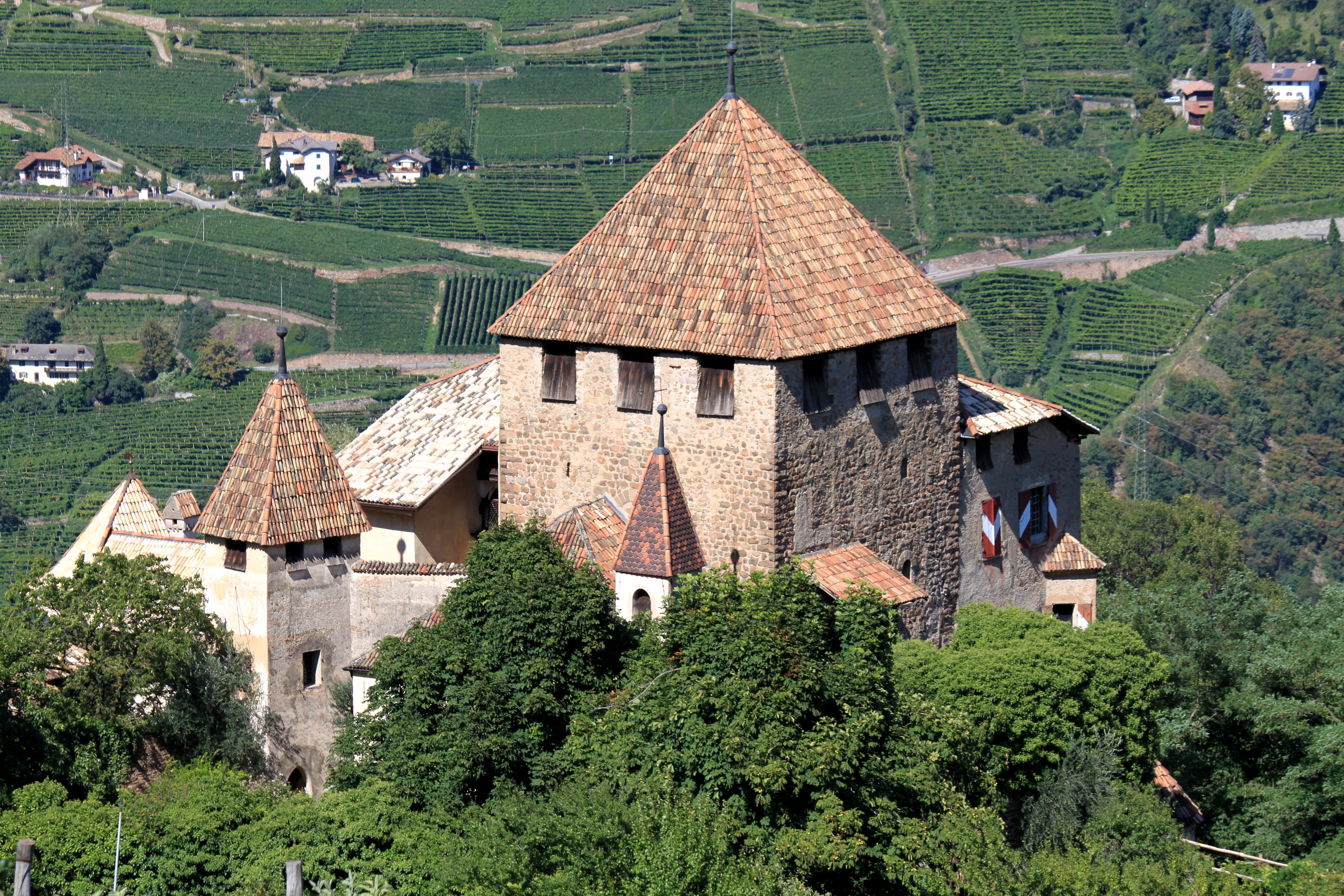
Gasbarras Domizil und Refugium (1946–1971): Burg Kampenn im Osten Bozens

Im Frühjahr 1940 wurde ein Landgut in der Gemeinde Frascati bei Rom zur Heimstatt Gasbarras und seiner Familie. Im Zuge der Offensive der Alliierten wurde Gasbarra 1945 in Bozen für mehrere Monate zum Nachrichtenoffizier zur Kontrolle der regionalen Presse für die englischen Besatzungstruppen in Italien ernannt. Gemeinsam mit seiner Frau erwarb er 1945 die abgelegene hochmittelalterliche Burg Kampenn bei Bozen. Im Frühjahr 1948 trennte sich Doris Homann von Gasbarra. Gemeinsam mit Claudia folgte Doris der älteren Tochter Livia, die nach Brasilien ausgewandert und dort auf einer Fazenda im Mato Grosso eine Aufgabe als Verwalterin angenommen hatte.
In der Nachkriegszeit war Gasbarra als Journalist – vornehmlich in der Redaktion der katholisch-konservativen deutschsprachigen Zeitung Dolomiten, bei der er bis 1956 beschäftigt war –, als Hörspiel-Autor, Übersetzer (Jules Verne, Grazia Deledda, George Orwell u. a.) und Schriftsteller tätig. In seinem einzigen, fantastischen Roman Schule der Planeten, einer Satire in der Tradition Jonathan Swifts, offenbarte sich Gasbarra 1968 Thomas B. Schumann zufolge als ein „Skeptiker, der schon früh Umweltverschmutzung, Reizüberflutung oder Überproduktion erkannt und kritisiert“ habe. Lemuel „Gulliver lädt seinen Urheber Swift zu einer Reise durch den Weltraum ein. Sie begegnen Wesen mit seltsamem Gebaren – Projektionen negativer Eigenschaften, Unsitten der heutigen Zeit.“
Seine letzten Lebensjahre verbrachte Gasbarra fast vollständig erblindet in einem Heim in Südtirol, wo er wenige Wochen vor seinem 90. Geburtstag starb. Er wurde auf dem evangelischen Friedhof in Bozen begraben. Neben den beiden Töchtern aus seiner Ehe mit Doris Homann hinterließ Gasbarra zwei Söhne mit Ilse Heim (Gabriel Heim, geb. 1950 in Zürich) und Elly Peemöller.

## Radiohörspiel
Thomas B. Schumann zufolge war Gasbarra mit seinen frühen Hörspielen der 1930er Jahre einer der Wegbereiter dieser literarischen Form. Der Marsch zum Salzmeer von 1931 für die Funk-Stunde Berlin könne als „erstes dokumentarisches Hörspiel überhaupt“ gelten. In der Nachkriegszeit knüpfte Gasbarra ausgiebig an seine frühere Tätigkeit für den Rundfunk der Weimarer Republik an und legte ab 1948 über drei Jahrzehnte hinweg deutlich mehr als ein Dutzend Hörspiele vor. 
Piscator würdigte Gasbarras späte Hörspiele in einem Beitrag für den Norddeutschen Rundfunk in den 1950er Jahren als eigene Kategorie der Funkliteratur – „das satirisch-philosophische Hörspiel. In ihm wird ein gedankliches Problem durchleuchtet und in witziger, manchmal paradoxer, aber immer logischer Folge auf die Spitze getrieben. Gasbarra läßt, nach einem Worte Oscar Wildes, die Wirklichkeit auf dem Seile tanzen, um sie auf ihre Wahrheit zu prüfen.“

## Werke
Roman

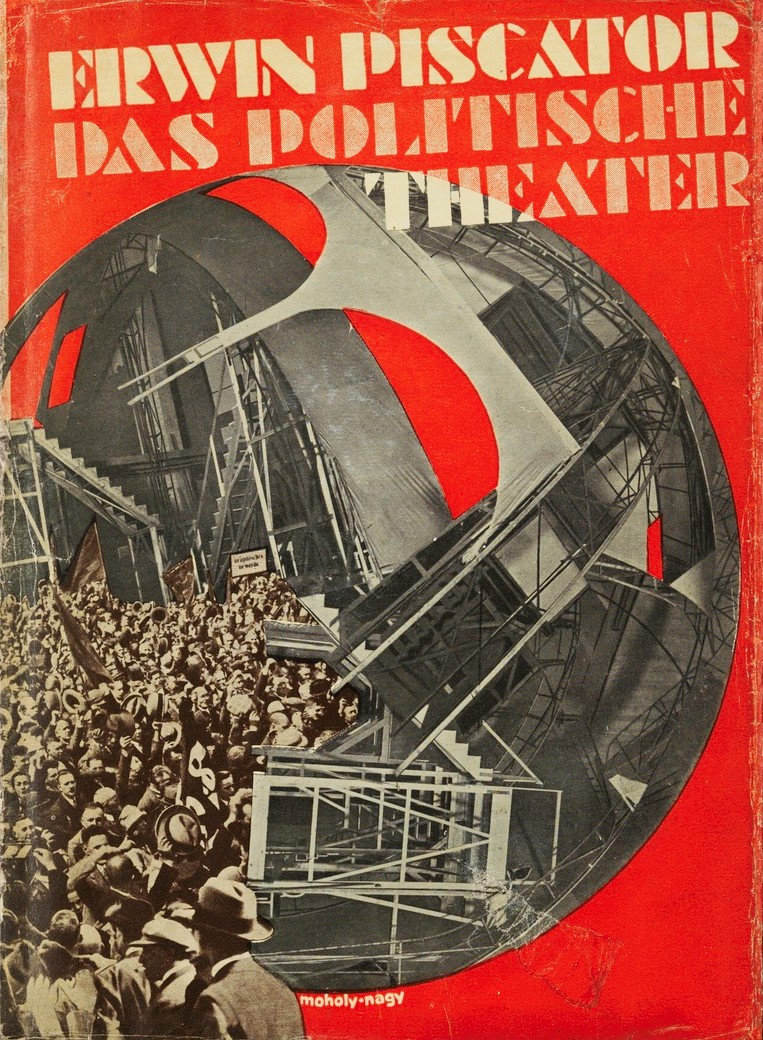
Erwin Piscator „unter Mitarbeit von Gasbarra“: Das politische Theater (Berlin 1929)

- Schule der Planeten. Diogenes, Zürich 1968.

Hörspiele (Auswahl)
- Der Marsch zum Salzmeer. Funk-Stunde Berlin, 1931.
- Fahnen am Matterhorn. Funk-Stunde Berlin, 1931.
- Monsieur Job oder Was alles einem Menschen nicht gehört. NDR, 1956.
- Pimpanell oder Worin besteht die Freiheit des Menschen?  Innsbruck 1959.
- Schloß Manicor oder die Grenze des Erlaubten. ORF, 1975.
- Der Ausflug nach Le Toquet. WDR, 1978 (= München 1994, Kompaktkassette).

Theaterstücke
- Die preußische Walpurgisnacht. Groteskes Puppenspiel. Malik, Berlin 1922[21]
- Rasputin (Bearbeitung des Stücks von Alexei Tolstoi und Pawel Schtschegolew), mit Bertolt Brecht, 1927
- Die Abenteuer des braven Soldaten Schwejk (Bearbeitung der Romanvorlage von Jaroslav Hašek), mit Bertolt Brecht, 1928
- Robespierre. Schauspiel in 12 Bildern. Deutsche Bühnenbearbeitung (der Vorlage von Romain Rolland): Erwin Piscator und Felix Gasbarra. Desch, München, Wien, Basel 1964